# Грийнайланд
Грийна̀йланд (на ирландски: Inis Glas; на английски: Greenisland) е село в източната част на Северна Ирландия. Разположен е в район Карикфъргъс на графство Антрим. Намира се на около 13 km северно от централната част на столицата Белфаст и на около 6 km югозападно от Карикфъргъс. Има жп гара, която е пусната в експлоатация на 11 април 1848 г. Населението му е 5484 жители според данни от преброяването през 2011 г.